# کارلوس آلبرتو آرویو دل ریو
کارلوس آلبرتو آرویو دل ریو (انگلیسی: Carlos Alberto Arroyo del Río؛ زاده ۲۷ نوامبر ۱۸۹۳ – درگذشته ۳۱ اکتبر ۱۹۶۹) سیاست‌مدار اهل اکوادور بود. وی از ۱ سپتامبر ۱۹۴۰ تا ۲۸ مه ۱۹۴۴ رئیس‌جمهور این کشور بود.
کارلوس آلبرتو آرویو دل ریو در ۳۱ اکتبر ۱۹۶۹، در سن ۷۵ سالگی درگذشت.